# Осветничко тело с Клои Кардашијан
Осветничко тело с Клои Кардашијан (енгл. Revenge Body with Khloé Kardashian) америчка је ријалити-телевизијска серија с Клои Кардашијан. Премијера је била 12. јануара 2017. године на кабловском каналу E!. Најављена 16. децембра 2015. године, серија садржи по двоје људи у свакој епизоди који се мењају уз помоћ личних тренера и стилиста што доводи до „велике трансформације изнутра и споља”. Специјална претпремијера је емитована 23. новембра 2016. године. Дана 18. априла 2017. године  је обновио серију за другу сезону која је премијерно емитована 7. јануара 2018. године. Дана 3. маја 2019. године  је обновио серију за трећу сезону која је премијерно емитована 7. јула 2019. године.

## Епизоде

### Преглед серије
| Сезона | Сезона | Епизоде | Епизоде | Оригинално емитовање | Оригинално емитовање |
| Сезона | Сезона | Епизоде | Епизоде | Премијера            | Финале               |
| ------ | ------ | ------- | ------- | -------------------- | -------------------- |
|        | 1.     | 8       | 8       | 12. јануар 2017.     | 2. март 2017.        |
|        | 2.     | 8       | 8       | 7. јануар 2018.      | 4. март 2018.        |
|        | 3.     | 8       | 8       | 7. јул 2019.         | 25. август 2019.     |

### 1. сезона (2017)
| Бр. еп. (укупно) | Бр. еп. (у сезони) | Наслов | Премијера         | Гледаност у САД (милиони) |
| ---------------- | ------------------ | ------ | ----------------- | ------------------------- |
| 1                | 1                  |        | 12. јануар 2017.  | 0,63                      |
| 2                | 2                  |        | 19. јануар 2017.  | 0,41                      |
| 3                | 3                  |        | 26. јануар 2017.  | 0,36                      |
| 4                | 4                  |        | 2. фебруар 2017.  | 0,45                      |
| 5                | 5                  |        | 9. фебруар 2017.  | 0,37                      |
| 6                | 6                  |        | 16. фебруар 2017. | 0,37                      |
| 7                | 7                  |        | 23. фебруар 2017. | 0,38                      |
| 8                | 8                  |        | 2. март 2017.     | 0.32                      |

### 2. сезона (2018)
| Бр. еп. (укупно) | Бр. еп. (у сезони) | Наслов | Премијера         | Гледаност у САД (милиони) |
| ---------------- | ------------------ | ------ | ----------------- | ------------------------- |
| 9                | 1                  |        | 7. јануар 2018.   | N/A                       |
| 10               | 2                  |        | 14. јануар 2018.  | N/A                       |
| 11               | 3                  |        | 15. јануар 2018.  | N/A                       |
| 12               | 4                  |        | 21. јануар 2018.  | N/A                       |
| 13               | 5                  |        | 11. фебруар 2018. | 0,32                      |
| 14               | 6                  |        | 18. фебруар 2018. | N/A                       |
| 15               | 7                  |        | 25. фебруар 2018. | N/A                       |
| 16               | 8                  |        | 4. март 2018.     | N/A                       |

### 3. сезона (2019)
| Бр. еп. (укупно) | Бр. еп. (у сезони) | Наслов | Премијера        | Гледаност у САД (милиони) |
| ---------------- | ------------------ | ------ | ---------------- | ------------------------- |
| 17               | 1                  |        | 7. јул 2019.     | 0,23                      |
| 18               | 2                  |        | 14. јул 2019.    | 0,23                      |
| 19               | 3                  |        | 21. јул 2019.    | N/A                       |
| 20               | 4                  |        | 28. јул 2019.    | N/A                       |
| 21               | 5                  |        | 4. август 2019.  | N/A                       |
| 22               | 6                  |        | 11. август 2019. | N/A                       |
| 23               | 7                  |        | 18. август 2019. | N/A                       |
| 24               | 8                  |        | 25. август 2019. | N/A                       |